# Rolando de' Medici
Rolando de' Medici (1330 circa – Castello di Bargone, 15 settembre 1386) visse da eremita nei boschi di Bargone, presso Salsomaggiore Terme. Fu beatificato, per equipollenza, da papa Pio IX nel 1853.

## Biografia
Esponente della nobile famiglia dei Medici di Marignano, all'età di circa trent'anni, verso il 1360, lasciò la sua casa e si ritirò a condurre vita eremitica e di penitenza nei boschi tra Tabiano e Salsomaggiore, nei pressi del castello di Bargone appartenente ai marchesi Pallavicino. Dormiva all'addiaccio, si cibava di bacche e frutti selvatici e vestiva una pelle di capra. Osservò il più totale silenzio per tutti i 26 anni della sua vita solitaria.
Sfinito da questo genere di vita, fu ritrovato in esanime della marchesa Antonia Casati, moglie di Niccolò Pallavicino, che si trovava a caccia con il falcone nei boschi di Bargone. La Casati lo condusse nella cappella del suo castello, dove Rolando sciolse il suo silenzio solo davanti al frate carmelitano Domenico de' Dominicis, che gli somministrò gli ultimi sacramenti. Morì pochi giorni dopo.
Nello stesso anno della morte, Domenico de' Dominicis ne scrisse una Vita, tradotta in italiano e pubblicata nel 1601 dal camaldolese Silvano Razzi.

## Culto
La sua salma fu traslata e sepolta, con grande concorso di popolo, nell'oratorio di San Niccolò a Busseto (detto poi del Beato Rolando e, infine, della Santissima Trinità), presso la collegiata di San Bartolomeo Apostolo.
Il beato Rolando è rappresentato vestito di pelli, in preghiera, ritto su un solo piede, fisso con lo sguardo nel sole.
Pare che un primo processo di canonizzazione fosse stato avviato nel 1573 sotto papa Pio IV, ma la pratica si interruppe con la morte del pontefice (a tale processo, non documentato, accenna papa Benedetto XIV nel 1749).
Le pratiche per la conferma del culto ripresero nell'Ottocento: nel 1839 la congregazione dei riti espresse il suo voto favorevole, ma papa Gregorio XVI si astenne dal confermare il decreto perché Rolando non si era accostato ai sacramenti per tutto il tempo della vita solitaria.
Il culto fu infine confermato da papa Pio IX il 23 settembre 1853.
La festa del beato Rolando si celebrava con rito di terza classe nella sola diocesi di Fidenza.
Il suo elogio si legge nel Martirologio romano al 15 settembre.